# حزب الشعب الموزمبيقي
حزب الشعب الموزمبيق (بالبرتغالية: Partido Popular de Moçambique‏) هو حزب سياسي في موزمبيق. في الانتخابات التشريعية التي أجريت في 1 و2 ديسمبر 2004، كان الحزب هو جزء رئيسي من تحالف رينامو الانتخابي، الذي حصل على 29.7٪ من الأصوات الشعبية و90 من أصل 250 مقعدًا. وحصل المرشح الرئاسي لهذا التحالف، أفونسو دلاكاما، على 31.7٪ من الأصوات الشعبية.